# Мадагаскарско летящо куче
Мадагаскарското летящо куче (Rousettus madagascariensis) е вид бозайник от семейство Плодоядни прилепи (Pteropodidae). Видът е почти застрашен от изчезване.

## Разпространение
Разпространен е в Мадагаскар.